# محمود عبد الملك (عزبة)
عزبة محمود عبد الملك، عزبة تابعة لقرية شابة، التابعة لمركز دسوق، التابع لمحافظة كفر الشيخ في جمهورية مصر العربية.